# Четници Косте Пећанца
Четници Косте Пећанца, такође познати и као црни четници, легални четници, градски четници или владини четници, биле су колаборационистичке четничке нерегуларне војне снаге које су дјеловале на подручју Војне управе у Србији под вођством војводе Косте Пећанца. Били су лојални Влади народног спаса, коју је именовао њемачки војни заповједник у Србији.
Југословенска влада је Пећанца на крају прогласила издајником, а Нијемци су закључили да су његови одреди недјелотворни, непоуздани и од мале помоћи њемачким ратним циљевима. Њемачке окупационе власти и српска марионетска влада су распустиле јединицу између септембра 1942. и марта 1943. године, а Пећанац је неко вријеме био интерниран пре него што су га средином 1944. године убили припадници Југословенске војске у отаџбини генерала Драгољуба Михаиловића.

## Коста Пећанац
У време инвазије на Југославију, Коста Пећанац се налазио у јужној Србији. Пре Другог светског рата, заједно са Илијом Трифуновићем-Бирчанином, био је један од лидера четничке организације, годинама пре него што је ЈВуО почела да користи то име. Између два рата ауторитет Пећанца се гради за потребе монархије, па је читаво његово држање, понашање и посебно одевање томе подешено.
Коста Пећанац је сместио свој штаб на планини Соколовици у Топлици. Крајем јуна и почетком јула 1941. године широм Србије почели су да стижу декрети Косте Пећанца о постављању четничких војвода. Ти декрети, патриотске и родољубиве садржине, остављали су утисак о припремама за оружани отпор окупатору. Наредбе о постављању четничких одреда носили су датум 28. јун 1941. године, тј. на Видовдан, што је такође требало да симболизује борбу за отпор окупатору.

## Бројно стање
Бројно стање четничких одреда као и број четника, често се мењао, па га је тешко утврдити. Коста Пећанац је тврдио да располаже са 80 одреда и око 15.000 четника. Многи четници који су ступили у одреде ради борбе против непријатеља, схвативши да Пећанац ступа у отворену сарадњу са окупатором, напуштали одреде и прелазили превасходно у четнике Драже Михаиловића, као што су Драгутин Кесеровић и Никола Калабић. Осипање одреда је било нарочито приметно после неке неуспеле потере и борбе са партизанима, када су одреди били потучени. Ипак, један број је остајао, а нарочито када су одреди и четници у њима, почели да примају плате и дневнице. Према платним списковима, почетком 1942. године био је 41 четнички одред са око 4.000 четника, али је и тај број у току 1942. године смањиван.
Према подацима четничког покрета Драже Михаиловића бројно стање у јуну 1941. четника под командом Косте Пећанца било је око 6.500 а у априлу 1942. око 8.500, да би до краја 1942. престали да постоје.
Према немачким подацима од 17. јануара 1942. на платном списку жандармеријске команде налазило се 72 четничка официра и 7.963 војника.

## Сарадња са окупатором
Још пре рата, постојали су контакти немачких агената са Костом Пећанцем. Вера Пешић је понудила Кости Пећанцу да му се исплати 200.000 рајхмарака још 1940. године. Сусрет Пећанца са немачким представницима догодио се тек фебруара 1941. године и то у Софији. Немачки представник са којим се Коста Пећанац састао у Бугарској, био је лично рајхсмаршал Херман Геринг. Састанак измећу Пећанца и Геринга одржан је у двору бугарског краља Бориса, код кога се Геринг налазио у посети. Херман Геринг је после разговора у Софији прокоментарисао: „Чини ми се да смо овога платили више но што вреди.“
Војводе Косте Пећанца имале су састанак са припадницима НОП 23. августа 1941. на коме је договорена заједничка борба против окупатора, али је само дан касније имао састанак са командантом Гестапоа у Србији - Краусом. Пре рата, склопљено пријатељство Косте Пећанца са немачким агентима у Југославији, добија своје право лице 24. августа 1941. године, када се Пећанац у селу Плочнику крај Прокупља састаје са представницима немачке војне управе. Споразум Пећанца и немачке војне управе у Србији, дефинитивно је оснажен 27. августа 1941. године, приликом састанка на планини Букуљи којим су Пећанчеви четнички одреди стављени у директну службу окупационом режиму, а нашли су се и на платним списковима Недићеве владе.
Пећанац је ригорозно кажњавао сваког свог четника или војводу који је, на било који начин, сарађивао са НОП или одбио да пуца у своју браћу, а таквих је случајева било 1941. године. Због залагања Граничног војводе Аце Поповића да се поведе борба против окупатора сменио га је и осудио на смрт. Слично је прошао и војвода Марко Килибарда из Прокупља због сарадње са партизанима. Њега је изручио Немцима па је интерниран. Четовођу Петка Јовановића из Трмке код Куршумлије, који је својим одредом обезбеђивао границу према Косову, изручио је Бугарима када је одбио да пође у борбу против партизана. Четовођа је потом стрељан 1942. године на Бубњу. Пећанац је често упозоравао своје људе на однос према Немцима, па је у том смислу карактеристично упозорење које им је упутио 29. октобра 1941. године: „Уопште забрањујем да војводе издају наређења која нису у складу са данашњицом, пошто их не умеју стилизовати нити сложити са духом и интересом народа, који се у данашње време намеће… Нарочито нека наређења о поретку о коме они појма немају. То се даље не сме дешавати док се претходно не договоре са Немцима!“
Поред сарадње са Немцима, имали су састанке са албанским представницима око заједничке сарадње око борбе против отпора у „пограничној зони“.
Након што су се у борби показали као губитници, а Коста Пећанац се разболео, Немци су их у марту 1943. године, расформирали.

## Сукоби
На самом почетку, након априлског слома, Пећанчеви одреди налазили су се на границама са Косовом, тада Великом Албанијом, где је ратовао са албанским бандама штитећи српска насеља, међутим брзо се одлучио да не улази у сукобе са Немцима.
Током сукоба на простору јужне Србије, четници Косте Пећанца су углавном учествовали као помоћне јединице немачкој или бугарској војсци у сузбијању отпора.
Први сукоб са партизанима десио се 16. септембра 1941. када су извели неуспешан напад на део партизанског одреда у селу Горња Драгуша код Блаца.
После повлачења немачке војске из градова на југу и истоку Србије, четничке јединице Косте Пећанца преузимају контролу у Прокупљу, Куршумлији, Лебану и Блацу. Партизани у ноћи 9/10. октобра 1941. године разбијају четнички одред и један вод недићеваца (СДС) и ослобађају Прокупље. Након тога, на основу споразума са Пећанчевим војводом Ацом Поповићем, оснивају заједничку партизанско-четничку команду у Прокупљу. Прокупље је живело у слободи до 9. јануара 1942. године, док бугарска војска, јачине једног пука, није стигла у Прокупље.
Неколико одреда Косте Пећанца учествовало је у заједничком четничко-партизанском нападу на Крушевац 22. септембра 1941, али је након тога Коста Пећанац издао наређење да се „на Италијане и Немце не сме ударити“.
Почетком 1942. године партизански топлички и ресавски одред ослобађају Куршумлију. Коста Пећанац успева 22. фебруара да поврати власт над Куршумијом, након чега врши масовна стрељања. Недељу дана после борби у Куршумлији, 28. фебруара 1942. године, четници војводе Видовачког Нике Куштримовића опкољавају већ десетковану Косаничку партизанску чету на узвишењу изнад села Сварча код Блаца. Четници заробљавају 16 партизанских бораца и на лицу места их стрељају.
Током Другог светског рата јединице Косте Пећанца сукобљавале су се са Албанцима на тадашњим пограничним подручјима Недићеве Србије са италијанском окупационом зоном. Оптужени су за злочине над Албанцима.